# Nanhaipotamon
Nanhaipotamon is een geslacht van kreeftachtigen uit de klasse van de Malacostraca (hogere kreeftachtigen).

## Soorten
- Nanhaipotamon aculatum Dai, 1997
- Nanhaipotamon dongyinense Shih, G.-X. Chen & L.-M. Wang, 2005
- Nanhaipotamon formosanum (Parisi, 1916)
- Nanhaipotamon fujianense G.-H. Lin, Y.-Z. Cheng & S.-H. Chen, 2013
- Nanhaipotamon globosum (Parisi, 1916)
- Nanhaipotamon guangdongense Dai, 1997
- Nanhaipotamon hepingense Dai, 1997
- Nanhaipotamon hongkongense (Shen, 1940)
- Nanhaipotamon huaanense Dai, 1997
- Nanhaipotamon nanriense Dai, 1997
- Nanhaipotamon pinghense Dai, 1997
- Nanhaipotamon pingtanense G.-H. Lin, Y.-Z. Cheng & S.-H. Chen, 2012
- Nanhaipotamon pingyuanense Dai, 1997
- Nanhaipotamon wenzhouense Dai, 1997
- Nanhaipotamon wupingense Y. Z. Cheng, W. C. Yang, Zhong & L. Li, 2003
- Nanhaipotamon xiapuense Y.-Z. Cheng, L.-S. Li & X. Zhang, 2009
- Nanhaipotamon yongchuense Dai, 1997
- Nanhaipotamon zhuhaiense C. Huang, J. R. Huang & Ng, 2012